# 三姉妹探偵団
『三姉妹探偵団』（さんしまいたんていだん、Three Sisters Investigate)は、赤川次郎の推理小説シリーズ。すべて長編で、24作目までは講談社の月刊文芸雑誌「小説現代」に掲載された後、講談社ノベルスに収録され、その後講談社文庫に収録されていたが、第25作目となる「三姉妹探偵団 三姉妹、恋と罪の峡谷」は講談社が発行する月刊の文芸PR誌・文庫情報誌である『IN★POCKET』の2017年1月号から連載されている。ほぼ年1作のペースで新作が出されており、2017年現在、ノベルス及び文庫で24巻が発売されている。
1995年、脚色された『四姉妹物語』で映画化（出演は清水美砂・牧瀬里穂・今村雅美・中江有里）。
また、1986年2月20日にフジテレビで単発ドラマとして放送。その後、1998年1月10日から3月21日にかけて日本テレビ系列にてテレビドラマ化され、土曜夜21:00 - 22:00の『土曜グランド劇場』にて放送されていた。2008年1月から3月には、「4姉妹探偵団」として朝日放送・テレビ朝日系列で再ドラマ化された。

## あらすじ
放火によって家を失ってしまった三姉妹。しかも焼け跡からは何故か女性の遺体が発見され、出張中の父親は殺人容疑で指名手配されてしまう。父親の無実を証明するため三姉妹は探偵業を始める。
M署の国友刑事らの協力で事件は解決できたが、その後も姉妹の周囲には父親の不在時を狙うように次々と新たな事件が発生するようになる。

## 主な登場人物
佐々本綾子
佐々本家長女。大学生。天然ボケ気味でおっとりした性格。
佐々本夕里子
佐々本家次女。短大までエスカレーター式で進学することができる私立の女子高に通う。3姉妹の中で一番のしっかり者であり、三姉妹をまとめている。怒ると死んだ母親にそっくり。はねっかえりで気が強いのが玉にキズ。
佐々本珠美
佐々本家三女。中学生。3姉妹の中で一番ちゃっかりしており、ケチである。
国友靖之
M署の刑事。夕里子の恋人。
佐々本周平
三姉妹の父。K建設販売第二課。頻繁に出張しているため、事件が起こるときは家にいない。

## シリーズ作品リスト

### 長編
| #  | タイトル                                          | 講談社ノベルス                       | 講談社文庫                             |
| -- | ------------------------------------------------- | ------------------------------------ | -------------------------------------- |
| 1  | 三姉妹探偵団 （文庫改題『三姉妹探偵団1 失踪編』） | 1982年9月、ISBN 4-06-181022-7        | 1985年7月15日、ISBN 4-06-183540-8      |
| 2  | 三姉妹探偵団2 キャンパス篇                        | 1985年5月1日、ISBN 4-06-181184-3     | 1987年12月15日、ISBN 4-06-184116-5     |
| 3  | 三姉妹探偵団3 珠美・初恋篇                        | 1986年3月、ISBN 4-06-181235-1        | 1989年2月15日、ISBN 4-06-184379-6      |
| 4  | 三姉妹探偵団4 怪奇篇                              | 1987年4月4日、ISBN 4-06-181295-5     | 1990年3月15日、ISBN 4-06-184634-5      |
| 5  | 三姉妹探偵団5 復讐篇                              | 1988年4月、ISBN 4-06-181354-4        | 1991年3月15日、ISBN 4-06-184861-5      |
| 6  | 三姉妹探偵団6 危機一髪篇                          | 1989年4月、ISBN 4-06-181419-2        | 1992年4月15日、ISBN 4-06-185113-6      |
| 7  | 三姉妹探偵団7 駈け落ち篇                          | 1990年4月、ISBN 4-06-181479-6        | 1993年4月15日、ISBN 4-06-185365-1      |
| 8  | 三姉妹探偵団8 人質篇                              | 1991年4月、ISBN 4-06-181549-0        | 1994年4月15日、ISBN 4-06-185634-0      |
| 9  | 三姉妹探偵団9 青ひげ篇                            | 1992年4月10日、ISBN 4-06-181612-8    | 1995年4月15日、ISBN 4-06-185916-1      |
| 10 | 三姉妹探偵団10 父恋し篇                           | 1993年5月5日、ISBN 4-06-181681-0     | 1996年5月15日、ISBN 4-06-263232-2      |
| 11 | 三姉妹探偵団11 死が小径をやってくる               | 1994年5月5日、ISBN 4-06-181777-9     | 1997年4月15日、ISBN 4-06-263491-0      |
| 12 | 三姉妹探偵団12 死神のお気に入り                   | 1995年5月8日、ISBN 4-06-181836-8     | 1998年4月15日、ISBN 4-06-263745-6      |
| 13 | 三姉妹探偵団13 次女と野獣                         | 1996年4月5日、ISBN 4-06-181908-9     | 1999年4月15日、ISBN 4-06-264535-1      |
| 14 | 三姉妹探偵団14 心地よい悪夢                       | 1997年5月6日、ISBN 4-06-181962-3     | 2000年4月15日、ISBN 4-06-264831-8      |
| 15 | 三姉妹探偵団15 ふるえて眠れ、三姉妹               | 1998年5月7日、ISBN 4-06-182014-1     | 2001年5月15日、ISBN 4-06-273154-1      |
| 16 | 三姉妹探偵団16 三姉妹、呪いの道行                 | 1999年5月5日、ISBN 4-06-182069-9     | 2002年5月15日、ISBN 4-06-273423-0      |
| 17 | 三姉妹探偵団17 三姉妹、初めてのおつかい           | 2000年9月5日、ISBN 4-06-182133-4     | 2003年9月22日、ISBN 4-06-273833-3      |
| 18 | 三姉妹探偵団18 恋の花咲く三姉妹                   | 2002年3月5日、ISBN 4-06-182228-4     | 2005年6月15日、ISBN 4-06-275102-X      |
| 19 | 三姉妹探偵団19 月もおぼろに三姉妹                 | 2003年8月5日、ISBN 4-06-182319-1     | 2006年7月14日、ISBN 4-06-275440-1      |
| 20 | 三姉妹探偵団20 三姉妹、ふしぎな旅日記             | 2005年2月5日、ISBN 4-06-182412-0     | 2008年1月16日、ISBN 978-4-06-275960-1  |
| 21 | 三姉妹探偵団21 三姉妹、清く貧しく美しく           | 2007年2月6日、ISBN 978-4-06-182515-4 | 2010年2月13日、ISBN 978-4-06-276576-3  |
| 22 | 三姉妹探偵団22 三姉妹と忘れじの面影               | 2011年4月6日、ISBN 978-4-06-182773-8 | 2014年5月、ISBN 978-4-06-277838-1      |
| 23 | 三姉妹探偵団23 三姉妹、舞踏会への招待             | 2013年7月3日、ISBN 978-4-06-182881-0 | 2016年11月15日、ISBN 978-4-06-293527-2 |
| 24 | 三姉妹探偵団24 三姉妹、さびしい入江の歌           | 2015年7月7日、ISBN 978-4-06-299051-6 | 2017年03月15日、ISBN 978-4-06-293617-0 |

### 番外編
- 三人姉妹殺人事件 ハードカバー版2011年4月 ISBN 978-4-06-216810-6 - 三姉妹探偵団と、大貫警部（四字熟語）シリーズのコラボ作品 講談社NOVELS版2013年4月 ISBN 978-4-06-182868-1
- 晴れ姿三姉妹 おとなりも名探偵内短編 KADOKAWANOVELS版 ISBN 4-04-771044-X 角川文庫版 ISBN 4-04-187949-3 初出「野性時代」1995年 11月号

## 映画「四姉妹物語」
江崎グリコの「ポッキー」のCMは1993年から1996年まで、清水美砂、牧瀬里穂、中江有里、今村雅美が起用され、「ポッキー四姉妹物語」としてキャンペーン展開されていた。
物語形式によるメディアミックス戦略の一環としてスピンオフ映画作品が企画され、1995年に「四姉妹物語」として東宝系で公開された。CMの設定と、三姉妹探偵団の設定をドッキングした展開になっている。

### キャスト
- 小暮すなみ：清水美砂
- 小暮ちなみ：牧瀬里穂
- 小暮こなみ：中江有里
- 小暮えなみ：今村雅美
- 西村英二：竹中直人
- 沖田淳一：伊原剛志
- 小暮謙三：橋爪功
- 樋口彰：浅野忠信
- 小日向信彦：篠井英介
- 三崎麗子：洞口依子
- 野崎：笑福亭鶴瓶
- 木下：松尾貴史
- 明日香：近内仁子
- 美由紀：久野真紀子
- 郵便配達：吹越満
- 阿南健治、梶原善、川平慈英、伊藤智乃、松重豊、沢村亜津佐、宮田早苗、大竹周作、古郡雅浩、山崎満　ほか

### スタッフ
- 原案：赤川次郎
- 監督：本田昌広
- 脚本：大川俊道
- 製作：伊地智啓、安田匡裕
- 企画：藤井忠彦、大木達哉
- 企画協力：村上和義、荒木宏、鬼頭圭二、平川浩司
- プロデューサー：椋樹弘尚
- ダイアローグ：飯島早苗
- 撮影：猪瀬雅久
- 照明：牛場賢二
- 美術：正田俊一郎
- 録音：北村峰晴
- 編集：奥原好幸
- 助監督：冨樫森、金子功、久保朝洋、矢部浩也
- 製作担当：黒田晃司
- 音響効果：渡部健一（東洋音響カモメ）
- アクション監督：斎藤英雄（ナンバーワンプロモーション）
- マジックコーディネート：引田天功
- カースタント：アクティブ21
- タイトル：マリンポスト
- 現像：IMAGICA
- スタジオ：にっかつ撮影所
- 協力：本田技研工業
- 製作プロダクション：電通関西支社、キティ・フィルム

## テレビドラマ

### 1986年版
1986年2月20日 20:02-21:48、フジテレビ『木曜ドラマストリート』枠で放送。

#### キャスト
- 佐々本綾子：和由布子
- 佐々本夕里子：河合美智子
- 佐々本珠美：遠藤由美子
- 秋川リサ
- 高橋恵子
- ジョニー大倉
- 梅宮辰夫
- 嶋大輔
- 下元史朗
- 天本英世
- 萩尾みどり
- 安岡力也
- 松本小雪
- 高橋悦史

#### スタッフ
- 原作：赤川次郎
- 脚本：岡村香織
- 演出：高橋伴明
- プロデューサー：久里耕介、宅間秋史、松下千秋

### 1998年版
全10回、平均視聴率は13.6%。

#### 概要
- 当時の刑事・探偵もののテレビドラマにはドタバタテイストのコメディが多く、本作もそうした傾向が色濃く反映された内容となった。
- IZAMと吉川ひなのは本作での共演がきっかけで1999年に結婚した。(その後離婚)
- 1969年10月から26年半（1987年4月から1年間の中断期間を除く）に渡り続いた『土曜グランド劇場』の看板は本作品を最後に下される事になり、次作『LOVE&PEACE』からは『土曜ドラマ』に改称される。

#### キャスト

##### レギュラー
- 佐々本綾子(長女)：鈴木蘭々
- 佐々本夕里子(次女)：吉川ひなの
- 佐々本珠美(三女)：野村佑香
- 国友靖之：河相我聞
- 倉茂春子：大島さと子
- 植松部長：谷隼人
- 三崎警部：長谷川初範
- 佐々本周平(三姉妹の父)：高田純次
- 王様：藤村俊二
- 派出所の警官
  - 日吉：上田晋也（海砂利水魚）
  - 菊名：有田哲平（海砂利水魚）
  - 川崎：深沢邦之（Take2）
  - 大森：東貴博（Take2）
  - 衣笠：西尾季隆（X-GUN）
  - 戸塚：嵯峨根正裕（X-GUN）
- 桃源郷・店主：Mr.オクレ
- メイファ：NOKKO

谷原章介
丸久美子
星野亜希
上原あや（D&D）

##### ゲスト
第1話・第2話
- 安藤先生：赤坂泰彦
- 飯野土岐子：岡本麗

第3話
- SHAZNA（IZAM、A･O･I、NIY）
- 梨山教授：大石吾朗
- 石原茂子：小林恵

第4話・第5話
- 石垣園子：中山麻理
- 沼淵教授：赤星昇一郎
- 石垣秀哉：いしいすぐる
- 代々木えりか：三浦理恵子
- 石垣：佐戸井けん太
- 水谷：佐藤浩之
- みどり：井出百合子
- 金田：吉田潤之祐

第6話
- 永吉倫三：藤原喜明
- 寺沢誠治：キラー・カーン
- 柳田勉（パク）：細見大輔
- 小野井剛：高野拳磁
- 米倉一郎：近石真介

第7話・第8話
- 小峰半蔵：岡田眞澄
- 有田勇一：藤原竜也
- 丸山教諭：ガダルカナル・タカ
- 丸山誠子：山本リンダ
- 坂口爽子：深浦加奈子
- 坂口正明：栗山祐哉
- 杉下ルミ: 小林瑠美
- 井口敬一：岩本恭生
- 野田由美子：岡本夏生
- 有田信子: 藤井佳代子

第9話・第10話
- 吉沢君代：伊藤蘭
- 吉沢さなえ：永田杏奈
- 沼本秘書：六平直政
- 大内教頭：そのまんま東
- 堀池達也：嶋田久作

#### スタッフ
- 原作：赤川次郎
- 脚本：橋本以蔵、津田真弓、夏野すいか
- 音楽：日向大介
- 演出：大平太、吉野洋、長沼誠、古賀倫明
- プロデュース：古賀倫明、佐藤敦
- 製作著作：日本テレビ

#### 主題歌・挿入歌
- 主題歌「TEENAGER」 （井上陽水）
- 挿入歌「WITH」 （Daisuke Hinata debuting MaMi）

#### サブタイトル
| 第1話                                                      | 仮面舞踏会に潜む罠!パパは恐怖の連続殺人鬼    | 18.4% |
| 第2話                                                      | 仮面舞踏会殺人事件今夜解決!パパ死す          | 13.8% |
| 第3話                                                      | ライブ殺人!愛と復讐の連続爆弾魔!!            | 14.4% |
| 第4話                                                      | 雪幽霊ゲレンデを襲う呪い!露天風呂殺人の謎!!  | 14.1% |
| 第5話                                                      | 雪幽霊伝説完結編!謎の吸血鬼!?母の涙          | 12.6% |
| 第6話                                                      | 復讐の銃弾!バレンタインは危険がいっぱい!!    | 14.7% |
| 第7話                                                      | 初恋は危険な誘拐!?試験問題盗難に秘められた罠 | 12.1% |
| 第8話                                                      | 珠美の初恋!!誰も殺さないで涙のファーストキス | 12.1% |
| 第9話                                                      | 大脱走父の花嫁は魔性の女!?秘密の花園殺人事件 | 11.4% |
| 最終話                                                     | 悪魔の花嫁!偽りの愛に隠された殺人トリック    | 12.7% |
| 平均視聴率 13.6%（視聴率は関東地区・ビデオリサーチ社調べ） |                                              |       |

| 日本テレビ 土曜グランド劇場                   | 日本テレビ 土曜グランド劇場                                         | 日本テレビ 土曜グランド劇場                                |
| 前番組                                        | 番組名                                                              | 次番組                                                     |
| --------------------------------------------- | ------------------------------------------------------------------- | ---------------------------------------------------------- |
| ぼくらの勇気 未満都市 (1997.10.18-1997.12.20) | 三姉妹探偵団 (1998.1.10-1998.3.21) 【ここまで『土曜グランド劇場』】 | LOVE&PEACE (1998.4.18-1998.7.4) 【ここから『土曜ドラマ』】 |

### 2008年版
三姉妹にオリジナルの長女を追加。4姉妹に。各登場人物のキャラクター強化のための追加要素も強い。視聴率はふるわなかった。

## 漫画
作画：高橋千鶴（講談社コミックスフレンドから1990年2月出版）

## オーディオブック

### Audible配信版
青木瑠璃子による朗読で、2017年より順次データ配信でAudibleからオーディオブック化されている。
2017年6月14日に第1巻がデータ配信されて以降、2019年10月時点では第21巻まで配信されている。

### audiobook.jp配信版
2018年10月6日にaudiobook.jpにて、第1巻がオーディオブック化され、配信が開始された。こちらは登場人物ごとにキャストが割り当てられている。

#### キャスト
- 夕里子：田澤茉純
- 綾子：田中美海
- 珠美：高井舞香
- 国友：佐藤元
- 安東：亀山雄慈
- 野上：日野友花里
- 植松：井上健一
- 敦子：高岡千紘
- 初江：青木千尋
- 王様：喜多田悠
- 紀子：進藤亜由美
- 佐々本：川上晃二
- 朗読：市村徹